# C-114
La C-114 era una carretera comarcal española que transcurría entre de Alcolea del Pinar (Guadalajara) a Aranda de Duero (Burgos). Hoy, según tramos, pertenece a la Red Básica de Carreteras de Castilla-La Mancha o a la Red Complementaria Preferente de Castilla y León.
Con el traspaso de las carreteras comarcales a las comunidades autónomas, la C-114 se dividió entre otras según tramos:
- En la provincia de Guadalajara es llamada  CM-110 .
- En la provincia de Segovia es llamada  SG-145  hasta Ayllón y  SG-945  a partir de ahí.
- En la provincia de Burgos es llamada  BU-945 .

El inicio de esta carretera estaba en la localidad guadalajareña de Alcolea del Pinar, donde enlazaba con las carreteras  A-2  y  N-211  y acababa en el municipio burgalés de Fuentespina, donde se unía con la carretera nacional  N-I . La longitud de esta carretera era aproximadamente de 146 km y transcurría por las localidades de:
- CM-110 : Estriégana, Barbatona, Sigüenza, Imón, Cercadillo, Atienza, Tordelloso, Cañamares, Somolinos y Campisábalos.
- SG-145 : Grado del Pico, Santibáñez de Ayllón, Estebanvela y Francos.
- SG-945 : Mazagatos, Languilla, Aldealengua de Santa María, Alconadilla y Maderuelo.
- BU-945 : Fuentelcésped.

Durante todo su recorrido consta de una sola calzada, con un carril para cada sentido de circulación.